# Historische Gesellschaft Köln
Die Historische Gesellschaft Köln e. V. wurde 1995 zur Herausgabe einer großen, wissenschaftlich fundierten Geschichte der Stadt Köln gegründet.
Die Geschichte der Stadt Köln erscheint in 13 Bänden von 13 verschiedenen Autoren. Bis heute erschienen Band 1 Köln in römischer Zeit, Geschichte einer Stadt im Rahmen des Imperium Romanum von Werner Eck im September 2004, Band 3, Köln im Hochmittelalter, von Hugo Stehkämper/Carl Dietmar (1074/75–1288) im März 2016, Band 8 Köln von der französischen zur preußischen Herrschaft (1794–1815) von Klaus Müller im November 2005, Band 6 Köln in einem eisernen Zeitalter (1610-1686) von Hans-Wolfgang Bergerhausen, erschienen 2010, Band 7, Köln im Ancién Regime, (1686–1794) von Gerd Schwerhoff, erschienen 2017, Band 9 Köln in preußischer Zeit 1815–1871, von Jürgen Herres, erschienen 2012, Band 12 Köln in der Zeit des Nationalsozialismus 1933–1945 von Horst Matzerath im Oktober 2009. Band 10, Köln im Kaiserreich (1871–1918) von Thomas Mergel im Oktober 2018. Band 4, Köln im Spätmittelalter von Herborn/Dietmar, erschienen 2019. 2021 wurde Band 5 von Gerald Chaix, Köln im Zeitalter von Reformation und Katholischer Reform 1512/13–1610, publiziert. Im November 2022 wurde Band 2, Köln im Frühmittelalter, von Karl Ubl vorgestellt.

## Gründung
Der Beschluss zur Gründung der Historischen Gesellschaft e.V. entstand im Beirat des Kölner Haus- und Grundbesitzervereins von 1888 unter dem Vorsitz von Hanns Schaefer, der sich zu dem Zeitpunkt bereits mehrmals mit der Thematik beschäftigt hatte. Er schlug den damaligen Oberbürgermeister der Stadt Köln, Norbert Burger, als Präsidenten der neuen Gesellschaft vor, der den Posten annahm und in seinen letzten Amtsjahren die Arbeit an der Kölner Stadtgeschichte begleitete. Nach Harry Blum und Fritz Schramma, der bereits vorher Mitglied der Historischen Gesellschaft Köln e. V. war, übernahmen 2009 auch die Oberbürgermeister Jürgen Roters und die Oberbürgermeisterin Henriette Reker die Präsidentschaft. Der Vorsitz der Historischen Gesellschaft Köln e. V. wurde Pfarrer Winfried Hamelbeck († 23. September 2015) übertragen. 2013 ging der Vorsitz auf Prof. Jürgen Wilhelm über. 
Zu Beginn arbeitete Hugo Stehkämper als wissenschaftlicher Herausgeber der Kölner Stadtgeschichte. Ihm gelang es, die entsprechenden Experten für die einzelnen Epochen zu finden und für die Veröffentlichung der einzelnen Bände zu verpflichten. 2008 übernahm Werner Eck die Nachfolge von Hugo Stehkämper.

## Publikationen
- Geschichte der Stadt Köln. Greven-Verlag, Köln 2004 ff.

1. Werner Eck: Köln in römischer Zeit. Geschichte einer Stadt im Rahmen des Imperium Romanum. 2004, ISBN 3-7743-0357-6.
2. Karl Ubl: Köln im Frühmittelalter. Mitte 5. Jh.–1074/75. Von der fränkischen Epoche zur erzbischöflichen Herrschaft.
3. Hugo Stehkämper/Carl Dietmar: Köln im Hochmittelalter 1074/75–1288. Entstehung und Aufstieg der bürgerschaftlichen Stadt. 2016, ISBN 978-3-7743-044-20.
4. Wolfgang Herborn/Carl Dietmar: Köln im Spätmittelalter 1288–1512/13, 2019
5. Gérald Chaix: Köln im Zeitalter von Reformation und Katholischer Reform 1512/13–1610, 2021
6. Hans-Wolfgang Bergerhausen: Köln in einem eisernen Zeitalter 1610–1686. 2010, ISBN 978-3-7743-0449-9.
7. Gerd Schwerhoff: Köln im 18. Jahrhundert 1686–1794, 2017, ISBN 978-3-7743-0450-5
8. Klaus Müller: Köln von der französischen zur preußischen Herrschaft 1794–1815. 2005, ISBN 3-7743-0374-6.
9. Jürgen Herres: Köln in preußischer Zeit 1815–1871. 2012, ISBN 978-3-7743-0453-6.
10. Thomas Mergel: Köln im Kaiserreich 1871–1918. 2018. ISBN 9783774304543.
11. Christoph Nonn: Köln in der Weimarer Zeit. 1918–1933; Kriegsfolgen, Aufbau, Wirtschaftskrise. (Noch nicht erschienen.)
12. Horst Matzerath: Köln in der Zeit des Nationalsozialismus 1933–1945. 2009, ISBN 978-3-7743-0429-1.
13. Bernd Rusinek: Köln seit 1945. (Noch nicht erschienen.)